# Noel von Grünigen
 (décembre 2022).
Si vous disposez d'ouvrages ou d'articles de référence ou si vous connaissez des sites web de qualité traitant du thème abordé ici, merci de compléter l'article en donnant les références utiles à sa vérifiabilité et en les liant à la section « Notes et références ».
Noel von Grünigen, né le 17 avril 1995 à Zweisimmen, est un skieur alpin suisse spécialisé en slalom.
Deuxième de la Coupe d'Europe de slalom 2022 et champion de Suisse de slalom 2020.
Il fait partie du Cadre B de Swiss-Ski durant la saison 2022-2023.
Il est le fils de Michael "Mike" von Grünigen, double champion du monde de géant.

## Biographie
Né à Zweisimmen, il grandit à Schönried entouré de ses parents et de ses deux frères cadets.
Il monte sur les skis à 2 ans, profitant des nombreuses pistes à proximité immédiate de chez lui (sur lesquelles il va disputer plusieurs courses dans sa carrière).
Il effectue sa scolarité, durant laquelle sa facilité à apprendre lui permet de sauter une année, à Schönried puis à Gstaad. Préférant rester dans sa région, il renonce à intégrer un établissement sport-études. À 17 ans, il termine son parcours scolaire en obtenant la maturité puis décide de débuter un apprentissage de charpentier qu'il termine avec succès à l’été 2015.

### Débuts
Il prend le départ de sa première course FIS le 18 novembre 2010 lors du slalom de Val Thorens où il se classe au 24ème rang.
Il entre pour la première fois dans le top10 le 3 mars 2013 en prenant la 10ème place du slalom de Bernau-Hofeck, pendant une saison 2012-2013 où il se classe en tout 5 fois dans le top30.
Pendant la saison 2013-2014, il est présent 21 fois dans le top30 au niveau FIS, ce qui lui permet d'intégrer le cadre C en vue de la saison suivante.

### Saison 2014-2015: début en Coupe d'Europe
Sur le circuit FIS, il monte pour la première fois sur le podium le 7 janvier à l'occasion du slalom de Chamonix lors duquel il prend la 3ème place. Durant la saison, il se classe en tout 16 fois dans le top30, dont 4 fois dans le top10.En février, il participe à l'Universiade 2015 et prend part au slalom et au géant sur les pistes de la Sierra Nevada.
A son retour en Suisse, il prend le départ des deux slaloms de Jaun, ses deux premières épreuves de Coupe d’Europe.
En mars, il dispute le géant des Championnats du monde juniors 2015 à Hafjell.

### Saison 2015-2016
Durant cette saison, il prend le départ de 5 épreuves de Coupe d'Europe mais il continue de concourir essentiellement sur le circuit FIS. Il y obtient vingt top30, dont cinq top10. Fin novembre, il monte sur la deuxième marche du podium du géant de Funäsdalen derrière un jeune prometteur qui remporte alors sa première victoire : Marco Odermatt.
Début février 2016, il dispute cinq épreuves de Nor-Am Cup au Canada et aux USA, prenant notamment la 5ème place du slalom de Mont Saint-Anne.
Il prend ensuite part aux Championnats du monde juniors 2016 à Sotchi, s'alignant dans les cinq disciplines, avec pour meilleur résultat la 6ème place en slalom.

### Saison 2016-2017: premier points en Coupe d'Europe
Il réussit le 14 décembre son premier top30 en Coupe d'Europe avec la 25ème place du slalom d'Obereggen, puis un deuxième en février avec la 25ème place au géant d'Oberjoch.
En février, il prend le départ de 4 courses de Nor-Am Cup aux USA, obtenant notamment le 5ème rang du slalom de Vail.
Il continue par ailleurs de jouer les premiers rôles au niveau FIS avec entre autres 16 top10, dont 12 top5 et 5 podiums, et sa première victoire le 13 janvier 2017 au géant de Savognin. En janvier, il dispute les deux courses organisées dans son village de Schönried, obtenant notamment la 9ème place en géant.

### Saison 2017-2018: premier top10 en Coupe d'Europe
Cette saison est celle de l'affirmation en Coupe d'Europe avec 11 top30 et la participation aux finales du géant et du slalom. Il signe d'ailleurs à Soldeu le 15 mars son premier top10 à ce niveau lors du slalom.
Encore présent régulièrement au niveau FIS, il est 14 fois dans le top30, dont trois fois sur le podium, et signe une nouvelle victoire début février lors du géant de Bruson.

### Saison 2018-2019: début en Coupe du Monde
Cette saison est marquée par ses premières apparitions en Coupe du Monde qui attirent l'attention des médias vu son patronyme. Il reconnait se réjouir de pouvoir prendre le départ en novembre du slalom de Levi,, déclarant notamment «J'ai travaillé pour ce jour depuis de nombreuses années. La joie est bien sûr immense.». Le jour de la course, il ne parvient pas à se qualifier pour la seconde manche.
Il est ensuite sélectionné en janvier pour le slalom d'Adelboden, une course toujours particulière pour un technicien suisse, encore davantage pour un Bernois comme lui, mais la Chuenisbärgli est surtout le lieu des exploits de son père (qui y a toujours fini dans le top10, cinq fois sur le podium et vainqueur en 1996). Il confie alors que «Adelboden est une course très spéciale pour moi, cela ne fait aucun doute.» et que c'est «la réalisation d'un rêve d'enfant». Son temps lors de la première manche ne lui permet pas de se qualifier pour la seconde manche.
La semaine suivante, il est également convié au slalom de Wengen et connait l'élimination dès le premier tracé.
En mars à Kranjska Gora, pour le dernier slalom de la saison avant les finales, il se qualifie pour la première fois pour la seconde manche à ce niveau et marque ses premiers points en Coupe du Monde grâce à sa 29ème place dans une course remportée par son compatriote Ramon Zenhäusern.
En Coupe d'Europe, il s'aligne tant en slalom qu'en géant mais ne parvient à marquer des points que lors des deux slaloms de Val Cenis en janvier, obtenant une 10ème (son deuxième top10 à ce niveau) puis une 17ème place. Début février, il prend le départ des deux épreuves qui ont lieu à Gstaad, à moins de 3 kilomètres de chez lui, dont le chef de course n'est autre que son père, et déclare à la presse locale : «J'ai skié ici quand j'étais tout petit alors y disputer aujourd'hui des courses de ce niveau, ça fait tout drôle !».
En février, il décide de partir pendant plus de trois semaines en Corée du Sud et au Japon afin de participer à la Far East Cup pour améliorer ses points FIS en géant et en slalom. Il y dispute 10 courses, réussissant 6 podiums, dont 1 victoire, et obtient le 4ème rang au classement général de la Far East Cup.
D'autre part, il termine quatre fois dans le top16 au niveau FIS.
Lors des championnats suisses de fin de saison, il se classe 6ème en slalom (derrière tous les meilleurs du pays à l'image du podium composé de Loïc Meillard, Ramon Zenhäusern et Luca Aerni) et prend la 5ème place du combiné.
A l'issue de cette saison, il passe du cadre C au cadre B de Swiss-Ski.

### Saison 2019-2020
Pendant l'été 2019, il s'entraîne en Nouvelle-Zélande et dispute sept courses de l'Australian New Zealand Cup, confiant à la presse : «Ce voyage m'a tellement apporté, je n'avais encore jamais fait un tel voyage. J'ai appris à connaître les pays non seulement à travers le sport, mais aussi sous toutes ses autres facettes.».
A son retour en Europe, il prend notamment en novembre la 30ème place du slalom de Coupe d'Europe de Funäsdalen puis, en décembre, remporte le slalom FIS de Davos et obtient la 17ème place du slalom de Coupe d'Europe de Val di Fassa.
En janvier, il affirme son ambition d'entrer dans le top7 en slalom de Coupe d'Europe et pouvoir concourir à nouveau en Coupe du monde, prend la 12ème place du slalom de Vaujani, puis le 2ème du slalom FIS de Gstaad, juste à côté de chez lui, et enfin la 14ème de celui de Jaun. En février à Berchtesgaden, classé 22ème après la première manche du géant, il n'est pas loin de marquer ses premiers points dans la discipline en Coupe d'Europe depuis près de deux ans mais chute lors de la seconde manche et se blesse, ce qui le prive de plus d'un mois de compétition.
En avril, il fait le bilan de sa saison dans la presse locale, révélant que son objectif était de décrocher une place de départ fixe pour les slaloms de la Coupe du monde, mais reconnaissant que n'être pas monté sur le podium en Coupe d'Europe est insuffisant pour être convoqué en Coupe du Monde. «Je suis convaincu que je peux faire le saut en Coupe du monde. Dans la plupart des courses, j'ai fait une bonne première manche, mais j'ai trop souvent chuté dans la deuxième.». Il évoque également la difficulté de se faire une place avec la forte concurrence en slalom en Suisse depuis l'affirmation de Daniel Yule, Ramon Zenhäusern, Loïc Meillard, Tanguy Nef, Reto Schmidiger et Marc Rochat mais il y voit cependant aussi l'avantage de pouvoir se comparer aux meilleurs à l'entraînement. «Il m'est arrivé de skier avec eux lors d'entraînements et d'être plus rapide qu'eux, parfois même de réaliser le meilleur temps. Cela me confirme que je suis capable de concourir au même niveau qu'eux.»

### Saison 2020-2021: champion de Suisse
En novembre, il est sacré champion de Suisse de slalom 2020, sa première médaille nationale, en étant devancé que par le Croate Filip Zubčić,,,. Le lendemain, il remporte le slalom FIS de Diavolezza alors qu'il n'avait que le troisième temps de la première manche mais terminant finalement avec 0″74 d’avance sur ce même Filip Zubčić. Il est l'auteur de deux prestations remarquées en Coupe d'Europe à Val di Fassa, d'abord 13ème du premier slalom puis 10ème du second le lendemain, de quoi faire le plein de confiance. Ces performances honorables lui permettent d'être convié aux slaloms de Coupe du Monde d'Alta Badia et Madonna di Campiglio pour y prendre son 5ème et 6ème départ au plus haut niveau mais il ne se qualifie en seconde manche dans aucune des deux courses. Entre Noël et Nouvel-An, il participe au slalom exhibition de Crans-Montana qui se dispute en quatre manches successives de trente secondes par élimination (format connu sous le nom de KO slalom), se classe devant de nombreux coureurs de Coupe du Monde sur la piste du Mont Lachaux et n'est battu en finale que par Luca Aerni,,,.
Janvier commence par les slaloms de Coupe d'Europe de Val Cenis où, le premier jour, il signe le meilleur temps en première manche avant de sortir sur le second tracé puis se classe au 7ème rang le lendemain. De retour dans son canton de Berne natal pour le slalom de Coupe du Monde d'Adelboden, il se classe 26ème de la première manche avec le dossard 59 mais enfourche sur le second tracé alors qu'il semblait extrêmement rapide sur la Chuenisbärgli jusqu’à son erreur, prouvant encore une fois qu'il peut s’approcher des meilleurs. Pas davantage de succès une semaine plus tard à Flachau qui accueille exceptionnellement les slaloms initialement prévus à Wengen et Kitzbühel. C'est lors du slalom nocturne de Schladming qu'il réalise son premier top20 en Coupe du Monde avec le dossard 62, marquant ses seuls points de la saison à ce niveau, remontant de la 28ème à la 19ème place grâce au douzième temps sur le tracé final,,. Il ne parvient pas à confirmer quelques jours plus tard lors des deux slaloms sur la piste dégradée de Chamonix avec son dossard 62. S'il semble, selon les médias, avoir désormais passé un cap et ne plus être très loin des meilleurs, il semble néanmoins logique qu'il ne soit pas retenu pour aller aux Mondiaux. En février, il réussit le troisième temps de la seconde manche du deuxième slalom de Coupe d'Europe de Meiringen-Hasliberg, passant de la 16ème à la 9ème place finale,,. En mars, il prend le deuxième rang du géant FIS de Savognin puis la 8ème place du slalom de Coupe d'Europe de Reiteralm, ce qui lui permet d'obtenir le 15ème rang au classement final de la Coupe d'Europe de slalom.
Il termine sa saison par un exploit aux championnats de Suisse. S'élançant avec le dossard 88, il se classe à la 26ème place du Super G du combiné, puis continue sa remontée en signant le deuxième temps du slalom pour réussir à décrocher la médaille de bronze, se réjouissant d'avoir vécu l'un des moments les plus forts de toute sa saison.En avril, il se blesse au genou droit en testant du nouveau matériel à Livigno.

### Saison 2021-2022: deuxième de la Coupe d'Europe de slalom
Sa saison ne débute que le 12 décembre par le slalom de Coupe du Monde de Val d'Isère où il est éliminé dès la manche initiale. Il enchaîne en Coupe d'Europe avec la 9ème place à Obereggen puis la 14ème à Val di Fassa. De retour en Coupe du Monde à Madonna, il ne parvient pas à se qualifier pour la seconde manche. Il finit l'année avec un podium au slalom FIS de Sörenberg.
La nouvelle année lui apporte son premier podium de Coupe d'Europe lors du premier slalom de Berchtesgaden,,, suivi le lendemain par une 7ème place à l'issue du second slalom. Le jour d'après, il est de retour dans l'Oberland bernois pour le slalom de Coupe du Monde d'Adelboden mais ne se qualifie pas pour la seconde manche sur la Chuenisbärgli. Il est également présent au slalom de Wengen pour assister à la 2ème place de son compatriote Daniel Yule, là où aucun Suisse n'était plus monté sur le podium depuis un certain Michael von Grünigen en 1999, vivre l'époustouflante remontée de Lucas Braathen, vainqueur après seulement le 29ème temps sur le tracé initial, mais être quant à lui éliminé dès la première manche. Les slaloms de Coupe d'Europe de Vaujani vont mieux se dérouler pour lui, avec une 4ème place, manquant le podium pour un tout petit centième, et un 15ème rang malgré une seconde manche totalement ratée. En concurrence avec Joel Lütolf pour avoir la possibilité de prendre le départ à Kitzbühel, il parvient à convaincre ses entraîneurs de le choisir mais échoue à atteindre l'arrivée de la Ganslern dans la seconde manche. Trois jours plus tard, il est éliminé après seulement quelques secondes de course sur le premier tracé à Schladming. Fin février, ça se passe bien mieux pour le Bernois qui peut fêter en Suède sa première victoire de Coupe d'Europe au slalom d'Almåsa, réalisant un doublé suisse devant Fadri Janutin, avant de prendre la 5ème place le lendemain dans le second slalom. Pour sa dernière épreuve de Coupe du Monde de la saison, le slalom de Garmisch, il connait encore une fois l'élimination dès la première manche.
La saison de Coupe d'Europe prend fin avec la participation aux finales de Soldeu tant en slalom (élimination en première manche) qu'en géant (hors du top30) mais il peut surtout fêter l'obtention d'une place fixe pour la prochaine saison de Coupe du monde de slalom grâce à sa deuxième place finale au classement de la discipline en Coupe d'Europe (à seulement 6 pts du premier),, à laquelle s'ajoute la 11ème au général (en ayant marqué des points qu'en slalom).
Fin mars, il décroche deux nouvelles médailles nationales en devenant d'abord vice-champion de Suisse du combiné derrière Luca Aerni grâce au 2ème temps en slalom, puis également vice-champion de slalom derrière Ramon Zenhäusern.

## Palmarès

### Coupe du Monde
- Première course : 18 novembre 2018, slalom de Levi, DNQ
- Premier top30 : 10 mars 2019, slalom de Kranjska Gora, 29ème
- Premier top10 : aucun
- Premier podium : aucun
- Première victoire : aucune
- Meilleur résultat : 19ème, slalom de Schladming, 26 janvier 2021 (dernière mise à jour : avril 2022)
- Total top30 : 2 (dernière mise à jour : avril 2022)

| Saison/Classement | Général | Général | Slalom | Slalom | Géant  | Géant  |
| Saison/Classement | Class.  | Points  | Class. | Points | Class. | Points |
| ----------------- | ------- | ------- | ------ | ------ | ------ | ------ |
| 2018-2019         | 154e    | 2       | 57e    | 2      | -      | -      |
| 2019-2020         | -       | -       | -      | -      | -      | -      |
| 2020-2021         | 133e    | 12      | 45e    | 12     | -      | -      |
| 2021-2022         | -       | -       | -      | -      | -      | -      |

### Coupe d'Europe
- Premier départ : 21 février 2015, slalom de Jaun, DNF2
- Premier top30 : 14 décembre 2016, slalom d’Obereggen, 25ème
- Premier top10 : 15 mars 2018, slalom de Soldeu, 10ème
- Premier podium : 7 janvier 2022, slalom de Berchtesgaden, 3ème
- Première victoire : 22 février 2022, slalom d’Almåsa

- Meilleur résultat : victoire (dernière mise à jour : avril 2022)

- Total top10 : 12 (dernière mise à jour : avril 2022)
- Total podiums : 2 (dernière mise à jour : avril 2022)
- Total victoires: 1 (dernière mise à jour : avril 2022)

| Saison/Classement | Général | Général | Slalom | Slalom | Géant  | Géant  |
| Saison/Classement | Class.  | Points  | Class. | Points | Class. | Points |
| ----------------- | ------- | ------- | ------ | ------ | ------ | ------ |
| 2016-2017         | 178e    | 12      | 77e    | 6      | 66e    | 6      |
| 2017-2018         | 112e    | 65      | 43e    | 52     | 63e    | 13     |
| 2018-2019         | 127e    | 40      | 42e    | 40     | -      | -      |
| 2019-2020         | 112e    | 55      | 38e    | 55     | -      | -      |
| 2020-2021         | 53e     | 143     | 15e    | 143    | -      | -      |
| 2021-2022         | 11e     | 354     | 2e     | 354    | -      | -      |

### Championnats du monde juniors
| Édition / Épreuve     | Descente | Super G | Géant | Slalom | Combiné |
| --------------------- | -------- | ------- | ----- | ------ | ------- |
| Mondiaux 2015 Hafjell | -        | -       | 35e   | -      | -       |
| Mondiaux 2016 Sotchi  | DNF      | 38e     | DNF2  | 6e     | DNF2    |

### Nor-Am Cup
9 courses (slalom ou géant) disputées en février 2016 et en février 2017, dont deux 5ème place.

### Far East Cup
10 courses (slalom ou géant) disputées entre février et mars 2019, dont 6 podiums, dont 1 victoire.
4ème du classement général 2019.

### Australia New Zealand Cup
7 courses (slalom ou géant) disputées entre août et septembre 2019, dont 3 top10.

### Championnats de Suisse
Champion de Suisse de slalom 2020
 Vice-champion de Suisse de slalom 2022
 Vice-champion de Suisse de combiné 2022
 Troisième du combiné 2021